# Hylaeanthe
Hylaeanthe là một chi thực vật có hoa trong họ Marantaceae.